# Пам'ятки архітектури Хмельницького
Згідно з даними Хмельницької міської ради, в Хмельницькому на обліку перебуває 125 пам'яток архітектури.
| № з/п | Назва об'єкту                                                     | Датування         | Адреса                                   | Номер і дата наказу про взяття під охорону                                          |
| ----- | ----------------------------------------------------------------- | ----------------- | ---------------------------------------- | ----------------------------------------------------------------------------------- |
| 1     | 2                                                                 | 3                 | 4                                        | 5                                                                                   |
| 1.    | Собор Різдва Пресвятої Богородиці (мур.) діючий                   | 1837 р.           | вул. Соборна, 14                         | Рішення Хмельницької міської Ради народних депутатів від 20 квітня 1995 р. № 8      |
| 2.    | Особняк (нині ЗАГС)                                               | XIX ст.           | вул. Гагаріна, 4                         | Рішення Хмельницької міської Ради народних депутатів від 20 квітня 1995 р. № 8      |
| 3.    | Реальне училище (мур.) нині міськвиконком                         | 1905 р.           | вул. Гагаріна, 3                         | Рішення Хмельницької міської Ради народних депутатів від 20 квітня 1995 р. № 8      |
| 4.    | Особняк (мур.)                                                    | ІІ пол. XIX ст.   | вул. Грушевського, 95                    | Рішення Хмельницької міської Ради народних депутатів від 20 квітня 1995 р. № 8      |
| 5.    | Особняк (мур.)                                                    | XIX ст.           | вул. Театральна, 64                      | Рішення Хмельницької міської Ради народних депутатів від 20 квітня 1995 р. № 8      |
| 6.    | Клуб промислової кооперації (мур.)                                | 1960 р.           | вул. Гагаріна, 7                         | Рішення Хмельницької міської Ради народних депутатів від 20 квітня 1995 р. № 8      |
| 7.    | Особняк (мур.)                                                    | XIX ст.           | вул. Гагаріна, 18                        | Рішення Хмельницької міської Ради народних депутатів від 20 квітня 1995 р. № 8      |
| 8.    | Житловий квартал із типових котеджів                              | 1920 р.           | пров. Володимирський, 2, 4, 6, 8, 10, 12 | Рішення Хмельницької міської Ради народних депутатів від 20 квітня 1995 р. № 8      |
| 9.    | Будинок купця Барака (мур.)                                       | кінець XIX ст.    | вул. Проскурівська, 1                    | Рішення Хмельницької міської Ради народних депутатів від 20 квітня 1995 р. № 8      |
| 10.   | Прибутковий будинок Зімбермана                                    | XIX ст.           | вул. Проскурівська, 3                    | Рішення Хмельницької міської Ради народних депутатів від 20 квітня 1995 р. № 8      |
| 11.   | Аптека (мур.)                                                     | XIX ст.           | вул. Проскурівська, 5                    | Рішення Хмельницької міської Ради народних депутатів від 20 квітня 1995 р. № 8      |
| 12.   | Магазин канцтоварів Я. В. Яшемірської (мур.)                      | кінець XIX ст.    | вул. Проскурівська, 7                    | Рішення Хмельницької міської Ради народних депутатів від 20 квітня 1995 р. № 8      |
| 13.   | Аптека та помешкання домовласника Л. І. Деревоїда (мур.)          | 1890 р.           | вул. Проскурівська, 13                   | Рішення Хмельницької міської Ради народних депутатів від 20 квітня 1995 р. № 8      |
| 14.   | Ресторан «Слон» (мур.)                                            | кінець XIX ст.    | вул. Проскурівська, 15                   | Рішення Хмельницької міської Ради народних депутатів від 20 квітня 1995 р. № 8      |
| 15.   | Магазин мануфактури (мур.)                                        | ІІ пол. XIX ст.   | вул. Проскурівська, 17                   | Рішення Хмельницької міської Ради народних депутатів від 20 квітня 1995 р. № 8      |
| 16.   | Торговий дім (мур.)                                               | 1897 р.           | вул. Проскурівська, 33                   | Рішення Хмельницької міської Ради народних депутатів від 20 квітня 1995 р. № 8      |
| 17.   | Прибутковий будинок Жидовецького (мур.)                           | ІІ пол. XIX ст.   | вул. Проскурівська, 35                   | Рішення Хмельницької міської Ради народних депутатів від 20 квітня 1995 р. № 8      |
| 18.   | Об'єднаний банк (домовласник Ніренберг) (мур.)                    | 1903 р.           | вул. Проскурівська, 47                   | Рішення Хмельницької міської Ради народних депутатів від 20 квітня 1995 р. № 8      |
| 19.   | Музична школа (мур.)                                              | XIX ст.           | вул. Проскурівська, 53                   | Рішення Хмельницької міської Ради народних депутатів від 20 квітня 1995 р. № 8      |
| 20.   | Особняк (мур.)                                                    | XIX ст.           | вул. Проскурівська, 57                   | Рішення Хмельницької міської Ради народних депутатів від 20 квітня 1995 р. № 8      |
| 21.   | Житловий будинок (мур.)                                           | поч. ХХ ст.       | вул. Проскурівська, 63                   | Рішення Хмельницької міської Ради народних депутатів від 20 квітня 1995 р. № 8      |
| 22.   | Житловий будинок (мур.)                                           | XIX ст.           | вул. Проскурівська, 67                   | Рішення Хмельницької міської Ради народних депутатів від 20 квітня 1995 р. № 8      |
| 23.   | Дитяча художня школа                                              | XIX ст.           | вул. Проскурівська, 69                   | Рішення Хмельницької міської Ради народних депутатів від 20 квітня 1995 р. № 8      |
| 24.   | Музична школа (мур.)                                              | ІІ пол. XIX ст.   | вул. Проскурівська, 75                   | Рішення Хмельницької міської Ради народних депутатів від 20 квітня 1995 р. № 8      |
| 25.   | Станція юних техніків (мур.)                                      | XIX ст.           | вул. Проскурівська, 83                   | Рішення Хмельницької міської Ради народних депутатів від 20 квітня 1995 р. № 8      |
| 26.   | Магазин (мур.)                                                    | кінець XIX ст.    | вул. Проскурівська, 2                    | Рішення Хмельницької міської Ради народних депутатів від 20 квітня 1995 р. № 8      |
| 27.   | Магазин (мур.)                                                    | XIX ст.           | вул. Проскурівська, 4                    | Рішення Хмельницької міської Ради народних депутатів від 20 квітня 1995 р. № 8      |
| 28.   | Магазин (мур.)                                                    | кінець XIX ст.    | вул. Проскурівська, 6                    | Рішення Хмельницької міської Ради народних депутатів від 20 квітня 1995 р. № 8      |
| 29.   | Кінотеатр «Модерн» (власник І. Я. Штейншлегера) (мур.)            | 1910 р.           | вул. Проскурівська, 18                   | Рішення Хмельницької міської Ради народних депутатів від 20 квітня 1995 р. № 8      |
| 30.   | Будинок підприємства побутового обслуговування (мур.)             | ІІ пол. XIX ст.   | вул. Проскурівська, 20                   | Рішення Хмельницької міської Ради народних депутатів від 20 квітня 1995 р. № 8      |
| 31.   | Будинок домовласника Левітина                                     | ІІ пол. XIX ст.   | вул. Проскурівська, 22                   | Рішення Хмельницької міської Ради народних депутатів від 20 квітня 1995 р. № 8      |
| 32.   | Будинок                                                           |                   | вул. Проскурівська, 40                   | Рішення Хмельницької міської Ради народних депутатів від 20 квітня 1995 р. № 8      |
| 33.   | Земське зібрання (домовласник-цукарозаводчик С. Г. Маренц) (мур.) | ІІ пол. XIX ст.   | вул. Проскурівська, 46                   | Рішення Хмельницької міської Ради народних депутатів від 20 квітня 1995 р. № 8      |
| 34.   | Готель «Континенталь» домовласника Вассермана (мур.)              | 1909-1914 р.р.    | вул. Проскурівська, 56                   | Рішення Хмельницької міської Ради народних депутатів від 20 квітня 1995 р. № 8      |
| 35.   | Особняк домовласника Шпігеля                                      | (ІІ пол. XIX ст.) | вул. Володимирська, 63                   | Рішення Хмельницької міської Ради народних депутатів від 20 квітня 1995 р. № 8      |
| 36.   | Споруда                                                           |                   | вул. Володимирська, 2                    | Рішення Хмельницької міської Ради народних депутатів від 20 квітня 1995 р. № 8      |
| 37.   | Будинок                                                           |                   | вул. Червоноармійська, 4                 | Рішення Хмельницької міської Ради народних депутатів від 20 квітня 1995 р. № 8      |
| 38.   | Будинок                                                           | XIX ст.           | вул. Червоноармійська, 6                 | Рішення Хмельницької міської Ради народних депутатів від 20 квітня 1995 р. № 8      |
| 39.   | Будинок (мур.)                                                    | XIX ст.           | вул. Соборна, 12                         | Рішення Хмельницької міської Ради народних депутатів від 20 квітня 1995 р. № 8      |
| 40.   | Будинок                                                           |                   | вул. Соборна, 66                         | Рішення Хмельницької міської Ради народних депутатів від 20 квітня 1995 р. № 8      |
| 41.   | Пожежне депо (мур.)                                               | 1956 р.           | вул. Подільська, 39                      | Рішення Хмельницької міської Ради народних депутатів від 20 квітня 1995 р. № 8      |
| 42.   | Будинок                                                           |                   | вул. Подільська, 61                      | Рішення Хмельницької міської Ради народних депутатів від 20 квітня 1995 р. № 8      |
| 43.   | Магазин (мур.)                                                    | поч. ХХ ст.       | вул. Подільська, 81                      | Рішення Хмельницької міської Ради народних депутатів від 20 квітня 1995 р. № 8      |
| 44.   | Повітова канцелярія (мур.)                                        | XIX ст.           | вул. Театральна, 38                      | Рішення Хмельницької міської Ради народних депутатів від 20 квітня 1995 р. № 8      |
| 45.   | Особняк (мур.)                                                    | XIX ст.           | вул. Театральна, 48                      | Рішення Хмельницької міської Ради народних депутатів від 20 квітня 1995 р. № 8      |
| 46.   | Особняк (мур.)                                                    | XIX ст.           | вул. Пилипчука, 1                        | Рішення Хмельницької міської Ради народних депутатів від 20 квітня 1995 р. № 8      |
| 47.   | Особняк (мур.)                                                    | XIX ст.           | вул. Пилипчука, 3                        | Рішення Хмельницької міської Ради народних депутатів від 20 квітня 1995 р. № 8      |
| 48.   | Особняк (мур.)                                                    | XIX ст.           | пров. Пушкіна, 11                        | Рішення Хмельницької міської Ради народних депутатів від 20 квітня 1995 р. № 8      |
| 49.   | Особняк домовласника Шільмана (мур.)                              | ІІ пол. XIX ст.   | вул. Грушевського, 84                    | Рішення Хмельницької міської Ради народних депутатів від 20 квітня 1995 р. № 8      |
| 50.   | Особняк Бінецької (мур.)                                          | ІІ пол. XIX ст.   | вул. Грушевського, 90                    | Рішення Хмельницької міської Ради народних депутатів від 20 квітня 1995 р. № 8      |
| 51.   | Будинок                                                           |                   | вул. Грушевського, 94                    | Рішення Хмельницької міської Ради народних депутатів від 20 квітня 1995 р. № 8      |
| 52.   | Будинок (мур.)                                                    | ІІ пол. XIX ст.   | вул. Грушевського, 96                    | Рішення Хмельницької міської Ради народних депутатів від 20 квітня 1995 р. № 8      |
| 53.   | Особняк (мур.)                                                    | ІІ пол. XIX ст.   | вул. Грушевського, 97                    | Рішення Хмельницької міської Ради народних депутатів від 20 квітня 1995 р. № 8      |
| 54.   | Педагогічне училище (мур.)                                        | XIX ст.           | вул. Шевченко, 1                         | Рішення Хмельницької міської Ради народних депутатів від 20 квітня 1995 р. № 8      |
| 55.   | Обласний суд (мур.)                                               | XIX ст.           | вул. Котовського, 32                     | Рішення Хмельницької міської Ради народних депутатів від 20 квітня 1995 р. № 8      |
| 56.   | Споруда                                                           |                   | вул. Кам'янецька, 41                     | Рішення Хмельницької міської Ради народних депутатів від 20 квітня 1995 р. № 8      |
| 57.   | Будинок                                                           |                   | вул. І. Франка, 2                        | Рішення Хмельницької міської Ради народних депутатів від 20 квітня 1995 р. № 8      |
| 58.   | Будинок                                                           |                   | вул. Вокзальна, 50                       | Рішення Хмельницької міської Ради народних депутатів від 20 квітня 1995 р. № 8      |
| 59.   | Будинок                                                           |                   | вул. Ватутіна, 4                         | Наказ управління культури, туризму і курортів Хмельницької ОДА від 15.09.2010 № 242 |
| 60.   | Будинок                                                           |                   | вул. Ватутіна, 5                         | Наказ управління культури, туризму і курортів Хмельницької ОДА від 15.09.2010 № 242 |
| 61.   | Будинок                                                           |                   | вул. Ватутіна, 8                         | Наказ управління культури, туризму і курортів Хмельницької ОДА від 15.09.2010 № 242 |
| 62.   | Будинок                                                           |                   | вул. Ватутіна, 9                         | Наказ управління культури, туризму і курортів Хмельницької ОДА від 15.09.2010 № 242 |
| 63.   | Будинок                                                           |                   | вул. Вокзальна, 59                       | Наказ управління культури, туризму і курортів Хмельницької ОДА від 15.09.2010 № 242 |
| 64.   | Будинок                                                           |                   | вул. Володимирська, 103                  | Наказ управління культури, туризму і курортів Хмельницької ОДА від 15.09.2010 № 242 |
| 65.   | Будинок                                                           |                   | вул. Володимирська, 38                   | Наказ управління культури, туризму і курортів Хмельницької ОДА від 15.09.2010 № 242 |
| 66.   | Будинок                                                           |                   | пров. Військоматський, 6                 | Наказ управління культури, туризму і курортів Хмельницької ОДА від 15.09.2010 № 242 |
| 67.   | Будинок                                                           |                   | пров. Герцена, 6                         | Наказ управління культури, туризму і курортів Хмельницької ОДА від 15.09.2010 № 242 |
| 68.   | Будинок                                                           |                   | вул. Гастелло (водонапірна вежа)         | Наказ управління культури, туризму і курортів Хмельницької ОДА від 15.09.2010 № 242 |
| 69.   | Будинок                                                           |                   | вул. Гастелло, 10                        | Наказ управління культури, туризму і курортів Хмельницької ОДА від 15.09.2010 № 242 |
| 70.   | Будинок                                                           |                   | вул. Гастелло, 12                        | Наказ управління культури, туризму і курортів Хмельницької ОДА від 15.09.2010 № 242 |
| 71.   | Будинок                                                           |                   | вул. Гастелло, 2                         | Наказ управління культури, туризму і курортів Хмельницької ОДА від 15.09.2010 № 242 |
| 72.   | Будинок                                                           |                   | вул. Гастелло, 4                         | Наказ управління культури, туризму і курортів Хмельницької ОДА від 15.09.2010 № 242 |
| 73.   | Будинок                                                           |                   | вул. Гастелло,6                          | Наказ управління культури, туризму і курортів Хмельницької ОДА від 15.09.2010 № 242 |
| 74.   | Будинок                                                           |                   | вул. Гастелло,8                          | Наказ управління культури, туризму і курортів Хмельницької ОДА від 15.09.2010 № 242 |
| 75.   | Будинок                                                           |                   | вул. Городовікова, 3                     | Наказ управління культури, туризму і курортів Хмельницької ОДА від 15.09.2010 № 242 |
| 76.   | Будинок                                                           |                   | вул. Городовікова, 8                     | Наказ управління культури, туризму і курортів Хмельницької ОДА від 15.09.2010 № 242 |
| 77.   | Будинок                                                           |                   | вул. Грушевського, 30                    | Наказ управління культури, туризму і курортів Хмельницької ОДА від 15.09.2010 № 242 |
| 78.   | Будинок                                                           |                   | вул. Грушевського, 50                    | Наказ управління культури, туризму і курортів Хмельницької ОДА від 15.09.2010 № 242 |
| 79.   | Будинок                                                           |                   | вул. Грушевського, 52                    | Наказ управління культури, туризму і курортів Хмельницької ОДА від 15.09.2010 № 242 |
| 80.   | Будинок                                                           |                   | вул. Грушевського, 64                    | Наказ управління культури, туризму і курортів Хмельницької ОДА від 15.09.2010 № 242 |
| 81.   | Будинок                                                           |                   | вул. Грушевського, 68                    | Наказ управління культури, туризму і курортів Хмельницької ОДА від 15.09.2010 № 242 |
| 82.   | Будинок                                                           |                   | вул. Грушевського, 93                    | Наказ управління культури, туризму і курортів Хмельницької ОДА від 15.09.2010 № 242 |
| 83.   | Будинок                                                           |                   | вул. Грушевського, 97/1                  | Наказ управління культури, туризму і курортів Хмельницької ОДА від 15.09.2010 № 242 |
| 84.   | Храм Георгія Побідоносця                                          |                   | вул. І. Франка                           | Наказ управління культури, туризму і курортів Хмельницької ОДА від 15.09.2010 № 242 |
| 85.   | Будинок                                                           |                   | вул. І. Франка, 13                       | Наказ управління культури, туризму і курортів Хмельницької ОДА від 15.09.2010 № 242 |
| 86.   | Будинок                                                           |                   | вул. І. Франка, 30                       | Наказ управління культури, туризму і курортів Хмельницької ОДА від 15.09.2010 № 242 |
| 87.   | Будинок                                                           |                   | вул. І. Франка, 36                       | Наказ управління культури, туризму і курортів Хмельницької ОДА від 15.09.2010 № 242 |
| 88.   | Будинок                                                           |                   | вул. І. Франка, 39                       | Наказ управління культури, туризму і курортів Хмельницької ОДА від 15.09.2010 № 242 |
| 89.   | Будинок                                                           |                   | вул. І. Франка, 41                       | Наказ управління культури, туризму і курортів Хмельницької ОДА від 15.09.2010 № 242 |
| 90.   | Будинок                                                           |                   | вул. І. Франка, 43                       | Наказ управління культури, туризму і курортів Хмельницької ОДА від 15.09.2010 № 242 |
| 91.   | Будинок                                                           |                   | вул. І. Франка, 45                       | Наказ управління культури, туризму і курортів Хмельницької ОДА від 15.09.2010 № 242 |
| 92.   | Будинок                                                           |                   | вул. І. Франка, 49                       | Наказ управління культури, туризму і курортів Хмельницької ОДА від 15.09.2010 № 242 |
| 93.   | Будинок                                                           |                   | пров. І. Франка, 3                       | Наказ управління культури, туризму і курортів Хмельницької ОДА від 15.09.2010 № 242 |
| 94.   | Будинок                                                           |                   | пров. І. Франка, 5                       | Наказ управління культури, туризму і курортів Хмельницької ОДА від 15.09.2010 № 242 |
| 95.   | Будинок                                                           |                   | вул. Кам'янецька, 14                     | Наказ управління культури, туризму і курортів Хмельницької ОДА від 15.09.2010 № 242 |
| 96.   | Будинок                                                           |                   | вул. Кам'янецька, 18                     | Наказ управління культури, туризму і курортів Хмельницької ОДА від 15.09.2010 № 242 |
| 97.   | Будинок                                                           |                   | вул. Кам'янецька, 39                     | Наказ управління культури, туризму і курортів Хмельницької ОДА від 15.09.2010 № 242 |
| 98.   | Будинок                                                           |                   | вул. Кам'янецька, 43                     | Наказ управління культури, туризму і курортів Хмельницької ОДА від 15.09.2010 № 242 |
| 99.   | Будинок                                                           |                   | вул. Кам'янецька, 51                     | Наказ управління культури, туризму і курортів Хмельницької ОДА від 15.09.2010 № 242 |
| 100.  | Будинок                                                           |                   | вул. Кам'янецька, 58/1                   | Наказ управління культури, туризму і курортів Хмельницької ОДА від 15.09.2010 № 242 |
| 101.  | Будинок                                                           |                   | вул. Кам'янецька, 66                     | Наказ управління культури, туризму і курортів Хмельницької ОДА від 15.09.2010 № 242 |
| 102.  | Будинок                                                           |                   | вул. Козацька, 56                        | Наказ управління культури, туризму і курортів Хмельницької ОДА від 15.09.2010 № 242 |
| 103.  | Будинок                                                           |                   | вул. Козацька, 69                        | Наказ управління культури, туризму і курортів Хмельницької ОДА від 15.09.2010 № 242 |
| 104.  | Будинок                                                           |                   | вул. Пилипчука, 49                       | Наказ управління культури, туризму і курортів Хмельницької ОДА від 15.09.2010 № 242 |
| 105.  | Будинок                                                           |                   | вул. Пилипчука, 51                       | Наказ управління культури, туризму і курортів Хмельницької ОДА від 15.09.2010 № 242 |
| 106.  | Будинок                                                           |                   | вул. Пилипчука, 65                       | Наказ управління культури, туризму і курортів Хмельницької ОДА від 15.09.2010 № 242 |
| 107.  | Будинок                                                           |                   | вул. Подільська, 63                      | Наказ управління культури, туризму і курортів Хмельницької ОДА від 15.09.2010 № 242 |
| 108.  | Будинок                                                           |                   | вул. Проскурівська, 26                   | Наказ управління культури, туризму і курортів Хмельницької ОДА від 15.09.2010 № 242 |
| 109.  | Будинок                                                           |                   | вул. Проскурівська, 28                   | Наказ управління культури, туризму і курортів Хмельницької ОДА від 15.09.2010 № 242 |
| 110.  | Будинок                                                           |                   | вул. Проскурівська, 32                   | Наказ управління культури, туризму і курортів Хмельницької ОДА від 15.09.2010 № 242 |
| 111.  | Будинок                                                           |                   | вул. Проскурівська, 43                   | Наказ управління культури, туризму і курортів Хмельницької ОДА від 15.09.2010 № 242 |
| 112.  | Будинок                                                           |                   | вул. Проскурівська, 79                   | Наказ управління культури, туризму і курортів Хмельницької ОДА від 15.09.2010 № 242 |
| 113.  | Будинок                                                           |                   | вул. Проскурівська, 81                   | Наказ управління культури, туризму і курортів Хмельницької ОДА від 15.09.2010 № 242 |
| 114.  | Будинок                                                           |                   | вул. Проскурівського підпілля, 32        | Наказ управління культури, туризму і курортів Хмельницької ОДА від 15.09.2010 № 242 |
| 115.  | Будинок                                                           |                   | вул. Проскурівського підпілля, 60        | Наказ управління культури, туризму і курортів Хмельницької ОДА від 15.09.2010 № 242 |
| 116.  | Будинок                                                           |                   | вул. Проскурівського підпілля, 70        | Наказ управління культури, туризму і курортів Хмельницької ОДА від 15.09.2010 № 242 |
| 117.  | Будинок                                                           |                   | вул. Проскурівського підпілля, 75        | Наказ управління культури, туризму і курортів Хмельницької ОДА від 15.09.2010 № 242 |
| 118.  | Будинок                                                           |                   | вул. Проскурівського підпілля, 77        | Наказ управління культури, туризму і курортів Хмельницької ОДА від 15.09.2010 № 242 |
| 119.  | Будинок                                                           |                   | вул. Соборна, 86                         | Наказ управління культури, туризму і курортів Хмельницької ОДА від 15.09.2010 № 242 |
| 120.  | Будинок                                                           |                   | вул. Червоноармійська, 5                 | Наказ управління культури, туризму і курортів Хмельницької ОДА від 15.09.2010 № 242 |
| 121.  | Будинок                                                           |                   | вул. Шевченка, 3/1                       | Наказ управління культури, туризму і курортів Хмельницької ОДА від 15.09.2010 № 242 |
| 122.  | Будинок                                                           |                   | вул. Шевченка, 7                         | Наказ управління культури, туризму і курортів Хмельницької ОДА від 15.09.2010 № 242 |
| 123.  | Будинок                                                           |                   | вул. Шевченка, 33                        | Наказ управління культури, туризму і курортів Хмельницької ОДА від 15.09.2010 № 242 |
| 124.  | Будинок                                                           |                   | вул. Шевченка, 40/2                      | Наказ управління культури, туризму і курортів Хмельницької ОДА від 15.09.2010 № 242 |
| 125   | Будинок                                                           |                   | вул. Шевченка, 69                        | Наказ управління культури, туризму і курортів Хмельницької ОДА від 15.09.2010 № 242 |
|       |                                                                   |                   |                                          |                                                                                     |